# Ruta del Adobe

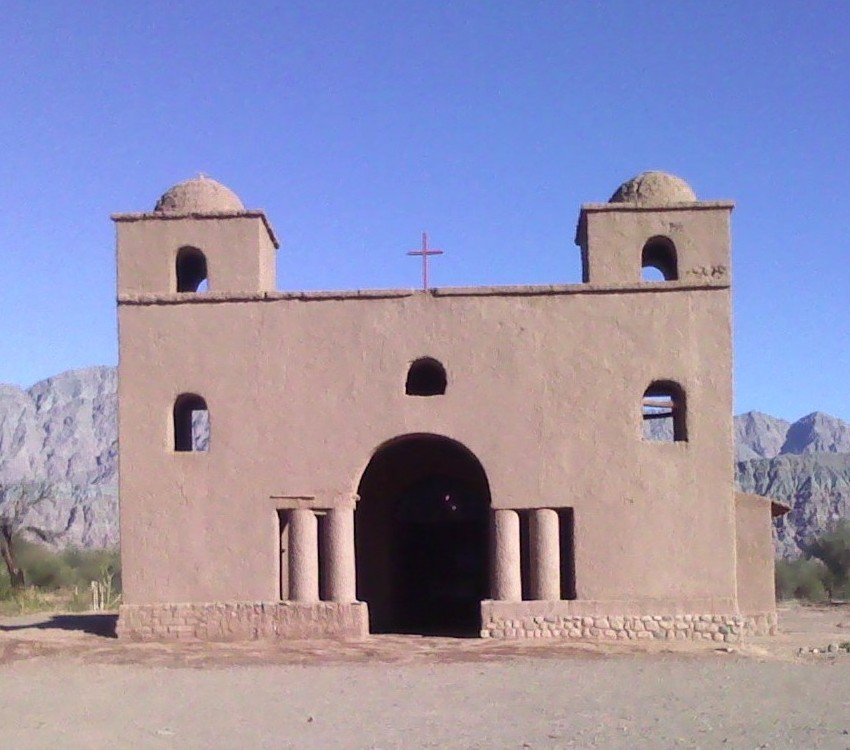
Iglesia Nuestra Señora de Andacollo, en La Falda, junto a Anillaco; circa 1800.

La Ruta del Adobe es un circuito de 50 km que comprende un recorrido desde Tinogasta hasta la entrada de Fiambalá, sobre la RN 60 (ex Ruta Provincial RP 45) de la República Argentina.
Recibe su nombre debido a que casi todos sus principales edificios y muchas de sus viviendas familiares están sólida y estéticamente muy bien construidas con adobe merced al clima y que por tal motivo suelen dar interesantes efectos estéticos de arquitectura.
Desde el Senado de la Provincia de Catamarca, se dispuso por resolución del año 2002, decretarlo Patrimonio Cultural y Turístico.
Este circuito incluye siete lugares cuyo elemento común es el adobe:
- Casagrande, Hotel de Adobe Tinogasta (1897)
- Centro Cultural, Tinogasta
- Oratorio de los Orquera, El Puesto (ca. 1710)
- Mayorazgo (ca. 1687) y capilla (ca. 1712) en Anillaco
- Ruinas de Watungasta, Anillaco (siglos XI - XV)
- Iglesia Nuestra Señora de Andacollo, La Falda. (ca. 1800)
- Iglesia de San Pedro y Comandancia de Armas, Fiambalá (1770)